# 짧은꼬리잎코박쥐속
짧은꼬리잎코박쥐속(Carollia)은 주걱박쥐과에 속하는 박쥐 속의 하나이다. 현재 9종이 알려져 있다. 모두 중앙아메리카와 남아메리카 전역의 열대 기후 지역에서 발견되지만, 트리니다드토바고를 제외한 카리브해에서는 발견되지 않는다. 짧은꼬리잎코박쥐속 박쥐는 신열대구 생태구에서 가장 풍부한 포유류 종으로 특히 후추와 세크로피아, 가지속, 비스미아속과 같은 개척종 식물 종자를 퍼뜨리는 데 중요한 역할을 한다. 짧은꼬리잎코박쥐속 박쥐는 주로 과식성 박쥐류지만, 세바짧은꼬리박쥐와 밤색짧은꼬리박쥐, 회색짧은꼬리박쥐는 곤충을 먹는 것으로 알려져 있다.

## 하위 종
- 벤키스짧은꼬리박쥐 (C. benkeithi)
- 비단짧은꼬리박쥐 (C. brevicauda)
- 밤색짧은꼬리박쥐 (C. castanea)
- 콜롬비아짧은꼬리박쥐 (C. colombiana)
- 마누짧은꼬리박쥐 (C. manu)
- 모노짧은꼬리박쥐 (C. monohernandezi)
- 세바짧은꼬리박쥐 (C. perspicillata)
- 소웰짧은꼬리박쥐 (C. sowelli)
- 회색짧은꼬리박쥐 (C. subrufa)